# Chris Walker
Pour les articles homonymes, voir Chris Walker (homonymie).

a Compétitions nationales et continentales officielles uniquement.

b Matchs officiels uniquement.
Chris Walker,  né le 27 février 1980 à Brisbane dans le Queensland, est un joueur australien de rugby à XIII.

## Biographie
Chris Walker évolue pour l'année 2010 pour le club français des Dragons Catalans dans le championnat européen de la Super League.